# London After Midnight (banda)
London After Midnight é um projeto formado pelo compositor e instrumentista Sean Brennan. Sua formação se deu em Los Angeles, durante os anos 1990.
London After Midnight tem seguidores no mundo inteiro, com uma grande base de fãs na subcultura gótica.
Além de três trabalhos próprios em estúdio, London After Midnight já participou de projetos e compilações envolvendo outros artistas.

## Discografia
- Selected Scenes from the End of the World - 1995
- Oddities - 1998
- Psycho Magnet - 1998
- Violent Acts of Beauty - 2007

1. ↑  [ligação inativa]